# 25 février
Pour les articles homonymes, voir Vingt-Cinq-Février.
25 janvier 25 mars
Chronologies thématiques
- Croisades
- Ferroviaires
- Sports
- Disney
- Anarchisme
- Catholicisme

Abréviations / Voir aussi
- (° 1852) = né en 1852
- († 1885) = mort en 1885
- a.s. = calendrier julien
- n.s. = calendrier grégorien
- Calendrier
- Calendrier perpétuel
- Liste de calendriers
- Naissances du jour

Le 25 février est le 56e jour de l'année du calendrier grégorien, il en reste ensuite 309 ou moins souvent 310.
C'était généralement le 7e jour du mois de ventôse dans le calendrier républicain / révolutionnaire français, officiellement dénommé jour de l'alaterne (variété de la plante nerprun).

## Événements

### IIesiècle
- 138 : l'empereur romain Hadrien adopte un nouvel héritier en la personne d'Antonin.

### Vesiècle
- 493 : Odoacre capitule sur la base d'une co-gérance du royaume d'Italie exercée avec Théodoric après trois ans de siège de Ravenne.

### VIIesiècle
- 628 : l'empereur de la Perse sassanide Khosro II est renversé par son fils Kavadh II.

### XIIesiècle
- 1156 : révolte musulmane à Sfax (en Tunisie actuelle) contre la domination normande du royaume de Sicile, massacre des chrétiens de la ville orchestrée par le gouverneur Omar.

### XVesiècle
- 1429 : Jeanne d'Arc reconnaît le roi de France Charles VII bien qu'habillé sans faste dans son refuge de Chinon dans la région du val de Loire.

### XVIIesiècle
- 1601 : exécution pour conjuration du 2e comte d'Essex et ancien favori de la reine Élisabeth Ire d'Angleterre Robert Devereux.
- 1631 : le cardinal de Richelieu fait emprisonner François de Bassompierre à la Bastille de Paris.
- 1633 : le garde des sceaux Monsieur de Châteauneuf voit entrer chez lui au château de Saint-Germain à 8 heures du soir le secrétaire d'État Monsieur de La Vrillière qui lui demande au nom du roi de France Louis XIII de lui remettre tous papiers et sceaux car il est démis de sa charge pour être "confiné" au château d'Angoulême (comme opposant à Richelieu)[1].
- 1634 : assassinat d'Albrecht von Wallenstein sur ordre de Ferdinand II du Saint-Empire.

### XVIIIesiècle
- 1796 : le chef vendéen Jean-Nicolas Stofflet est fusillé à Angers dans l'ouest français.
- 1797 : le colonel William Tate se rend, à l'issue de la bataille de Fishguard.

### XIXesiècle
- 1803 : le Recès d'Empire supprime les principautés ecclésiastiques et la quasi-totalité des villes libres sous l'influence de la France et de la Russie.
- 1831 : victoire de Józef Chłopicki à la bataille de Grochów à la suite de l'insurrection de novembre.
- 1870 : l'élection du premier Afro-Américain Hiram Rhodes Revels élu  au Congrès des États-Unis est validée.
- 1875 : Guangxu devient empereur de Chine.

### XXesiècle
- 1904 : incorporation du territoire Acre au Brésil.
- 1910 : le dalaï-lama d'alors se réfugie aux Indes devant la menace chinoise.
- 1912 : Marie-Adélaïde devient grande-duchesse de Luxembourg.
- 1916 : prise du fort de Douaumont par l'armée allemande pendant la bataille de Verdun (Première Guerre mondiale).
- Seconde Guerre mondiale :
  - en 1941, grève générale aux Pays-Bas occupés contre la persécution des Juifs ;
  - en 1942, bataille de Los Angeles loin des fronts.
- 1947 : abolition de l'État de Prusse.
- 1948 : coup de force des communistes de Klement Gottwald qui évincent tous les autres partis du gouvernement tchécoslovaque à Prague.
- 1954 : Gamal Abdel Nasser devient chef du gouvernement égyptien.
- 1976 : veto américain à une résolution du conseil de sécurité des Nations unies qui déplore l'annexion de Jérusalem-Est par Israël.
- 1986 : Ferdinand Marcos abandonne le pouvoir et quitte les Philippines pour les États-Unis quelques heures après la prestation de serment de Corazon Aquino en qualité de cheffe de l'État élue.
- 1990 : les sandinistes passent dans l'opposition à la suite de la victoire de Violeta Barrios de Chamorro aux élections nicaraguayennes.
- 1992 : promulgation par décret de la nouvelle constitution du Mali y instaurant une IIIe République.
- 1994 : massacre de fidèles palestiniens musulmans à Hébron du fait d'un Israélien fanatique surarmé tué dans la foulée infra.

### XXIesiècle
- 2010 : Viktor Ianoukovytch prête serment comme président de l'Ukraine.
- 2013 : Park Geun-hye investie présidente de Corée du Sud devient la première femme présidente de ce pays et la première cheffe d'État femme d'Asie du Nord-Est.
- 2016 :
  - élections législatives et d'une assemblée d'experts en Iran.
  - Élections législatives en Eire.
  - Élections législatives en Jamaïque.
- 2020 : l'armée arabe syrienne et ses alliés reprennent la ville symbolique de Kafranbel occupée par des rebelles depuis 2012.
- 2023 : au Nigeria, Bola Tinubu remporte l’élection présidentielle[2].
- 2024 : en Biélorussie, sous le gouvernement autoritaire du président Loukachenko, les élections législatives ont lieu afin de renouveler les 110 membres de la Chambre des représentants[3].

## Arts, culture et religion
- 1570 : le pape Pie V promulgue sa bulle Regnans in Excelsis qui délie les Anglais de leur fidélité envers leur reine Élisabeth Ire accusée d'être hérétique.
- 1830 : présentation de la pièce de théâtre Hernani de Victor Hugo qui déclenche une polémique dite bataille d'Hernani entre "anciens et modernes".
- 1953 : sortie en France du film Les Vacances de monsieur Hulot de Jacques Tati.
- 1955 : le pape Pie XII érige le diocèse catholique d'Helsinki.
- 2000 : sortie de l'album  Stiff Upper Lip  du groupe de hard rock australien AC/DC.
- 2004 : sortie du film controversé de Mel Gibson La Passion du Christ en Amérique du Nord.

## Sciences et techniques
- 1836 : Samuel Colt fait breveter le révolver qui porte son nom.
- 1837 : Thomas Davenport reçoit un brevet pour le premier moteur électrique utilisable industriellement.
- 1847 : fondation de l'université de l'Iowa aux États-Unis.
- 1866 : découverte du crâne de Calaveras, en réalité un canular.
- 1933 : lancement de l'USS Ranger.
- 1969 : lancement de Mariner 6.

## Économie et société
- 1899 : création officielle de la firme française d'automobiles Renault.
- 1922 : exécution en France de Henri Désiré Landru pour le meurtre de dix femmes et d'un jeune garçon dans une villa de campagne de Seine-et-Oise.
- 1951 : ouverture des premiers Jeux panaméricains à Buenos Aires en Argentine.
- 1974 : départ à New York du premier tour du monde connu à vélo tandem par deux Britanniques[4].
- 2009 : le vol 1951 de Turkish Airlines s’écrase pendant son approche de l’aéroport de Schiphol d’Amsterdam aux Pays-Bas principalement à cause d’un radioaltimètre défectueux, entraînant la mort de neuf passagers et membres d’équipage dont les trois pilotes.
- 2014 : 59 lycéens sont massacrés par Boko Haram à Buni Yadi au Nigeria.
- 2017 : une quarantaine de membres du renseignement militaire syrien sont tués par cinq kamikazes du Hayat Tahrir al-Cham à Homs.
- 2022 : en Indonésie, à Sumatra, est un fort séisme de magnitude 6,2 survient fait au moins 10 morts, 86 blessés, 4 autres personnes sont portées disparues et de graves dommages se sont produits dans le district de Tigo Nagari, à Pasaman[5].
- 2024 : au Burkina Faso, un attentat contre une église catholique du village d'Essakane fait 15 morts[6].

## Naissances

### XIVesiècle
- 1337 : Venceslas Ier de Luxembourg, duc de Luxembourg de 1353 à 1383, et duc de Brabant et de Limbourg de 1355 à 1383 († 8 décembre 1383).

### XVIesiècle
- 1514 : Othon Truchsess de Waldbourg, théologien catholique allemand, cardinal-évêque de Palestrina († 2 avril 1573).
- 1525 : Gerald FitzGerald, 11e comte de Kildare († 16 novembre 1585).
- 1540 : Henry Howard, 1er comte de Northampton († 15 juin 1614).
- 1585 : Pieter van den Broecke, marin et marchand de tissu néerlandais († 1er décembre 1640).
- 1591 : Friedrich Spee von Langenfeld, prêtre jésuite allemand, poète et compositeur religieux († 7 août 1635).
- 1597 : Jean-Philippe de Saxe-Altenbourg, prince allemand de la maison de Wettin, duc de Saxe-Altenbourg († 1er avril 1639).

### XVIIesiècle
- 1622 : Christian-Louis de Brunswick-Lunebourg, duc de Brunswick-Lunebourg († 15 mars 1665).
- 1628 : Claire-Clémence de Maillé, princesse de Condé († 16 avril 1694).
- 1629 : François-Erdmann de Saxe-Lauenbourg, prince de la maison d'Ascanie († 30 juillet 1666).
- 1635 : Valéran de Nassau-Usingen, prince du Saint-Empire romain germanique († 17 octobre 1702).
- 1643 : 
  - Ahmet II, 21e sultan ottoman († 6 février 1695).
  - Christian-François Paullini, théologien, médecin et auteur polymathe allemand († 10 juin 1712).
- 1654 : André Brue, négociant et explorateur français († 20 mai 1738).
- 1656 : Béat Jacques II de Zurlauben, militaire suisse au service du royaume de France († 21 septembre 1704).
- 1658 : Jean-Baptiste Goiffon, médecin († 30 septembre 1730).
- 1663 : Pierre-Antoine Motteux, dramaturge et traducteur français († 18 février 1718).
- 1664 : 
  - François-Xavier d'Entrecolles, père jésuite qui étudia et révéla en 1712 la composition et les secrets de fabrication de la porcelaine chinoise († 2 juillet 1741).
  - François de Valbelle-Tourves, homme d'Église français († 17 novembre 1727).
- 1667 : Jean Louis de La Bourdonnaye, évêque français de Léon († 22 février 1745).
- 1671 : Nikolaus Hieronymus Gundling, philosophe et jurisconsulte allemand († 9 décembre 1729).
- 1675 : Marie-Éléonore de Hesse-Rheinfels, princesse allemande († 27 janvier 1720).
- 1696 : Jean-Philippe-René de La Bléterie, historien et traducteur français († 1er juin 1772).

### XVIIIesiècle
- 1701 : Claude François du Verdier de La Sorinière, écrivain français d'origine angevine († 28 janvier 1784).
- 1707 : Carlo Goldoni, écrivain et dramaturge italien († 6 février 1793).
- 1714 : René-Nicolas de Maupeou, Chancelier de France († 29 juillet 1792).
- 1725 : Nicolas Joseph Cugnot, ingénieur militaire français († 2 octobre 1804
- 1727 : Charles Eugène Gabriel de La Croix de Castries, militaire et homme politique français († 11 janvier 1801).
- 1735 : Joseph Crouzat, général de la Révolution française († 25 avril 1825).
- 1742 : Étienne Guillaume Picot de Bazus, général de division français († 12 juin 1817).
- 1749 : André Jeanbon Saint-André, homme politique français († 10 décembre 1813).
- 1765 : André Haudry de Soucy, homme politique français († 6 janvier 1844).
- 1766 : Jean-Pierre Gauthier, général de brigade français († 14 juin 1821).
- 1770 : Antoine Reicha, compositeur français d'origine tchèque († 28 mai 1836).
- 1778 : José de San Martín, libérateur de l'Argentine, du Chili et du Pérou († 17 août 1850).
- 1799 : Georges-Alphonse Jacob-Desmalter, ébéniste français († 7 juin 1870).
- 1800 : Theodor Panofka, érudit allemand († 20 juin 1858).

### XIXesiècle
- 1813 : Alcide-Joseph Lorentz, peintre, dessinateur et caricaturiste français († 10 juillet 1889).
- 1821 : Félix Ziem, peintre français († 10 novembre 1911).
- 1828 : 
  - Joseph Arthur Dufaure du Bessol, général français († 2 octobre 1910).
  - Joseph-Henri Lasserre de Monzie, journaliste et écrivain catholique français († 22 juillet 1900).
- 1841 : Auguste Renoir, peintre français († 3 décembre 1919).
- 1842 : Karl May, écrivain allemand († 30 mars 1912).
- 1848 : 
  - Gustave Rivet, poète, dramaturge et homme politique français († 20 juin 1936).
  - Wilhelm II, dernier roi de Wurtemberg († 2 octobre 1921).
- 1861 : Rudolf Steiner, philosophe autrichien († 30 mars 1925).
- 1868 : Henry Normand, médecin en entomologiste français († 6 août 1959).
- 1873 : Enrico Caruso, chanteur lyrique italien († 2 août 1921).
- 1878 : Myra Juliet Farrell, inventrice et artiste australienne († 8 mars 1957).
- 1881 : Charles Schneider, maître-verrier français de l'art déco († 7 janvier 1953).
- 1883 : 
  - François Duhourcau, romancier, essayiste et historien français († 3 mars 1951).
  - Alice d'Albany, de la famille royale britannique († 3 janvier 1981).
- 1885 : Alice de Battenberg, princesse de Grèce et du Danemark, mère du prince Philip Mountbatten († 5 décembre 1969).
- 1887 : 
  - Pierre Failliot, athlète complet et joueur de rugby à XV français († 31 décembre 1935).
  - Al Herman, acteur, réalisateur et scénariste britannique († 2 juillet 1967).
- 1888 : John Foster Dulles, homme politique américain († 24 mai 1959).
- 1898 : Dorothy Howell, compositrice et pianiste anglaise († 12 janvier 1982)

### XXesiècle
- 1901 :
  - Paul Fritsch, boxeur français, champion olympique en 1920 († 22 septembre 1970).
  - Zeppo Marx (Herbert Marx dit), acteur américain († 30 novembre 1979).
- 1902 :
  - Tania Balachova, actrice et professeure de théâtre française d'origine russe († 4 août 1973).
  - Virginio Rosetta, footballeur italien († 31 mars 1975).
- 1903 : King Clancy, hockeyeur sur glace canadien († 10 novembre 1986).
- 1904 : Robert Bézac, évêque catholique français († 28 mars 1989).
- 1905 : André Philip, acteur français († 21 avril 1988).
- 1908 :
  - Hugo Geissler, chef de la police du parti nazi à Vichy († 12 juin 1944).
  - Domingo Ortega, matador espagnol († 8 mai 1988).
  - Frank G. Slaughter, écrivain américain († 17 mai 2001).
  - Mary Locke Petermann, biochimiste cellulaire américaine († 13 décembre 1975)
- 1909 : Edward Gardère, escrimeur français, médaille d’or olympique en 1932 († 24 juillet 1997).
- 1911 : 
  - Coleman Jett Goin, herpétologiste américain († 12 mai 1986).
  - Edith Meinel, actrice germano-autrichienne († 2003).
  - Ingo Preminger, producteur de cinéma américain († 7 juin 2006).
  - Don Welsh, footballeur et manager anglais († 2 février 1990).
- 1912 :
  - Émile Allais, skieur français et gloire du sport († 17 octobre 2012).
  - Bernard Lajarrige, comédien français († 29 mai 1999).
- 1913 :
  - Habib Achour, syndicaliste tunisien († 14 mars 1999).
  - Jim Backus, acteur et scénariste américain († 3 juillet 1989).
  - Gert Fröbe (Karl-Gerhart Froeber dit), acteur allemand († 5 septembre 1988).
  - Lawrence Stevens, boxeur sud-africain, champion olympique († 17 août 1989).
- 1914 :
  - Jean Petit, footballeur belge († 5 juin 1944).
  - Robert Rius, écrivain et poète surréaliste français († fusillé le 21 juillet 1944).
- 1915 :
  - Léon Boutbien, homme politique français († 25 février 2001).
  - Slavy Boyanov, philosophe, écrivain, professeur d'université et dissident d’origine bulgare († 7 mars 2011).
  - Lois Gunden, pédagogue américaine, Juste parmi les nations († 2005).
  - Sinnathamby Rajaratnam (en), homme politique singapourien, ministre des Affaires étrangères de 1965 à 1980 († 22 février 2006).
- 1917 :
  - Anthony Burgess, écrivain britannique († 25 novembre 1993).
  - Brenda Joyce, actrice américaine († 4 juillet 2009).
- 1918 :
  - Barney Ewell, athlète américain († 4 avril 1996).
  - Nikolaï Goulaïev, pilote de chasse soviétique, as de la Seconde Guerre mondiale († 27 septembre 1985).
  - Bobby Riggs, joueur de tennis américain († 25 octobre 1995).
- 1920 :
  - Gérard Bessette, romancier, poète et critique littéraire canadien († 21 février 2005).
  - Sun Myung Moon, religieux coréen († 3 septembre 2012).
- 1921 :
  - John Holota, joueur professionnel de hockey sur glace canadien († 10 mars 1951).
  - Pierre Laporte, avocat, journaliste et homme politique canadien († 17 octobre 1970).
  - Jacques Le Gall, résistant breton et français parmi les premiers (de l'île de Sein) devenu centenaire[7] († 30 octobre 2021).
  - Jacques Marchand, journaliste sportif français, gloire du sport promotion 2011 († 24 octobre 2017).
- 1924 :
  - John Jackson, chanteur, guitariste et banjoïste de blues américain († 20 janvier 2002).
  - Douglas Jung, homme politique canadien († 4 janvier 2002).
- 1925 :
  - Serge Belloni, artiste peintre français d'origine italienne († 28 octobre 2005).
  - Michel de Ré, acteur français († 15 mars 1979).
  - Shehu Shagari, homme d'État nigérian, président de la République fédérale du Nigeria († 28 décembre 2018).
- 1928 : 
  - Jean-Marie Proslier, acteur français († 15 novembre 1997).
  - Paul Elvstrøm, navigateur danois, quadruple champion olympique († 7 décembre 2016).
- 1930 : Michel Albert, économiste français († 19 mars 2015).
- 1932 :
  - Tony Brooks, pilote de Formule 1 britannique.
  - Faron Young, chanteur de musique country américain († 10 décembre 1996).
- 1933 : Jean-Pierre Goudeau, athlète français spécialiste du 200 mètres et du 400 mètres.
- 1934 : Bernard Bresslaw, acteur anglais († 11 juin 1993).
- 1935 : Pepe (José Macia dit), footballeur brésilien.
- 1937 : Tom Courtenay, acteur britannique.
- 1938 :
  - Diane Baker, actrice et productrice américaine.
  - Herb Elliott, coureur de demi-fond australien.
- 1939 : Jacqueline Farreyrol, ancienne speakerine, chanteuse et auteur-compositeur française, sénatrice de La Réunion.
- 1940 :
  - Jesús López Cobos, chef d'orchestre espagnol († 2 mars 2018).
  - Hector MacKenzie, homme politique écossais.
  - Monica Proietti, braqueuse de banques canadienne († 19 septembre 1967).
  - Ron Santo, joueur de baseball américain († 3 décembre 2010).
- 1942 :
  - Jacques Aumont, professeur des universités français.
  - Philippe Bender, chef d'orchestre français.
  - Lucien Degeorges, footballeur français.
  - Karen Grassle, actrice américaine.
  - Valérie Lagrange (Danièle Charaudeau dite), actrice française.
  - Jean-Louis Nadal, magistrat français, procureur général près la Cour de cassation.
  - Boyan Radev, lutteur bulgare, double champion olympique.
  - Gennady Samosedenko, cavalier soviétique de saut d'obstacles († 29 avril 2022).
- 1943 :
  - José de Anchieta Fontana, footballeur brésilien († 9 septembre 1980).
  - George Harrison, chanteur, compositeur et guitariste britannique issu du quatuor The Beatles († 29 novembre 2001).
  - Wilson da Silva Piazza, footballeur brésilien.
- 1944 :
  - François Cevert, pilote français de Formule 1 († 6 octobre 1973).
  - Michel Jaffrennou, artiste français.
  - Hippolyte Simon, évêque catholique français, archevêque de Clermont-Ferrand († 25 août 2020).
- 1945 :
  - Bruno Bourg-Broc, homme politique français.
  - Herbert Léonard (Hubert Loenhard dit), chanteur français.
- 1946 :
  - Franz Xaver Kroetz, auteur, dramaturge, acteur et réalisateur allemand.
  - Jean Todt, français, copilote de rallye automobile français, puis directeur des écuries d'automobiles de courses Peugeot et Ferrari.
- 1947 :
  - Jorge Donn, danseur argentin († 30 novembre 1992).
  - Lee Evans, athlète américain.
  - Richard French, administrateur et homme politique québécois.
  - Doug Yule, musicien américain.
- 1948 : Bernard Bosson, homme politique français († 13 mai 2017).
- 1949 :
  - Ric Flair (Richard Morgan dit), catcheur américain.
  - Amin Maalouf, écrivain français d'origine libanaise.
  - Viktor Klimenko, gymnaste soviétique, champion olympique.
- 1950 :
  - Neil Jordan, réalisateur, producteur, scénariste et écrivain irlandais.
  - Néstor Kirchner, président argentin († 27 octobre 2010).
- 1951 :
  - Anders Hedberg, joueur professionnel de hockey sur glace suédois.
  - Giampiero Marini, footballeur italien.
  - Don Quarrie, athlète jamaïcain.
- 1952 : Manili (Manuel Ruíz Regalo dit), matador espagnol.
- 1953 : José María Aznar, homme d'État espagnol, président du gouvernement de 1996 à 2004.
- 1955 :
  - Ebrahim Rezaei Babadi, homme politique iranien.
  - Dominique Lemerle, contrebassiste de jazz français.
  - Gabriele Sima, chanteuse d'opéra autrichienne († 27 avril 2016).
  - Camille Thériault, homme politique canadien.
  - Avetik Ishkhanyan, militant arménien pour les droits humains.
- 1956 : Davie Cooper, footballeur écossais († 23 mars 1995).
- 1957 :
  - Mouna Ayoub, femme d'affaires libanaise.
  - Régis Laspalès, humoriste et comédien français.
  - Chuck Strahl, homme politique canadien.
- 1959 :
  - Francis Heaulme, tueur en série français.
  - Carl Marotte, acteur canadien.
  - Brigitte Roy, tireuse française au pistolet à 10 mètres et 25 mètres.
- 1960 :
  - Giuseppe Petito, dirigeant d'équipe cycliste et ancien coureur cycliste italien.
  - Rula Quawas, universitaire et défenseuse jordanienne des droits des femmes († 25 juillet 2017).
- 1962 : 
  - Birgit Fischer, kayakiste allemande, huit fois championne olympique.
  - Philippe Richard, artiste français.
- 1964 : Russell Mark, tireur sportif australien, champion olympique.
- 1966 :
  - Nicolas Crousse, romancier, essayiste et journaliste belge.
  - Samson Kitur, athlète kényan († 25 avril 2003).
  - Téa Leoni, actrice américaine.
  - Ioana Olteanu, rameuse d'aviron roumaine, double championne olympique.
- 1967 :
  - Jenny Byrne, joueuse de tennis australienne.
- 1968 : Sandrine Kiberlain, actrice et chanteuse française.
- 1969 : Grégory Herpe, acteur, dramaturge, metteur en scène et photographe français.
- 1970 : Patrick Michel, astronome français.
- 1971 :
  - Sean Astin, acteur américain.
  - Christophe Cheval, sprinter français spécialisé dans le 200 mètres.
  - Stuart MacGill, joueur de cricket australien.
  - Bruno Maynard, joueur de hockey sur glace français.
  - Nova Peris, femme politique, athlète et joueuse de hockey sur gazon australienne.
  - Daniel Powter, chanteur canadien.
- 1972 : Viorel Talapan, rameur d'aviron roumain, champion olympique.
- 1973 :
  - Hélène de Fougerolles, actrice française et bretonne.
  - Brandon Smith, joueur professionnel de hockey sur glace canadien.
  - Olena Zubrilova, biathlète biélorusse.
- 1975 :
  - Natalia Baranova-Masolkina, skieuse de fond russe.
  - Mandingo, acteur de films pornographiques américain.
  - Gérald Merceron, rugbyman français.
  - Álvaro Morte, acteur espagnol.
- 1976 :
  - Rashida Jones, actrice américaine.
  - Marco Pinotti, coureur cycliste sur route italien.
- 1977 :
  - Sarah Jezebel Deva, chanteuse de heavy metal britannique.
  - Cathy Gauthier, humoriste québécoise.
  - José Romero Urtasun, footballeur espagnol.
- 1979 : Virginie Dedieu, nageuse en synchronisée française.
- 1980 : Marisa Barros, athlète portugaise spécialiste du marathon.
- 1981 :
  - Park Ji-sung, joueur de football sud-coréen.
  - Marek Plawgo, athlète polonais spécialiste du 400 mètres haies.
- 1982 :
  - Maria Kanellis, catcheuse américaine.
  - Lars Kaufmann, handballeur allemand.
  - Bert McCracken, chanteur américain du groupe The Used.
  - Olivia Merilahti, chanteuse, compositrice franco-finlandaise du duo The Dø.
  - Anton Voltchenkov, joueur de hockey sur glace russe.
  - (ou 1984) Xing Huina, athlète chinoise, coureuse de fond, championne olympique du 10 000 mètres.
- 1983 :
  - Eduardo Alves da Silva, footballeur croate d'origine brésilienne.
  - Ronny Carlos da Silva, footballeur brésilien.
  - Steven Lewington dit DJ Gabriel, catcheur anglais de la World Wrestling Entertainment dans la division ECW.
- 1985 :
  - Camille Lecointre, athlète de l'équipe de France de voile olympique.
  - Joakim Noah, basketteur américain d'origine franco-suédoise.
- 1986 :
  - Justin Berfield, acteur et producteur américain.
  - James et Oliver Phelps, acteurs britanniques ayant joué dans la saga Harry Potter.
  - Danny Saucedo, chanteur suédois.
- 1987 :
  - Eva Avila, chanteuse canadienne.
  - Mevlüt Erding, joueur de football franco-turc.
- 1988 : Audrey Sedano, illustratrice, dessinatrice de bande dessinée et éditrice française.
- 1989 :
  - Karim Aït-Fana, footballeur français.
  - Jimmer Fredette, basketteur américain.
  - Vera Rebrik, athlète ukrainienne spécialiste du lancer du javelot.
- 1990 :
  - Alejandra Andreu, reine de beauté espagnole, Miss International 2008.
  - Younès Belhanda, joueur de football franco-marocain.
  - Kylie Palmer, nageuse australienne.
  - Huang Xuechen, nageuse synchronisée chinoise.
- 1991 : Adrien Tambay, pilote automobile français
- 1992 : Zahia Dehar, connue sous son prénom "Zahia" pour son rôle d'escort-girl dans une affaire de mœurs.
- 1994 : Eugenie Bouchard, joueuse de tennis canadienne.
- 1995 : Ksenia Dudkina, gymnaste rythmique russe.
- 1997 : Isabelle Fuhrman, actrice américaine.

### XXIesiècle
- 2005 : Noah Jupe, acteur britannique.

## Décès

### VIIesiècle
- 700 : Muhammad ibn al-Hanafiya, tābi qui fut le porte-étendard de l'armée de son père Ali à la bataille du Chameau (° 636 ou 637).

### IXesiècle
- 805 : Tang Dezong (Li Kuo dit), empereur de Chine de 779 à sa mort, le 9e de la dynastie Tang (° 27 mai 742).

### xiesiècle
- 1100 : Gerland d'Agrigente, évêque d'Agrigente (° vers 1030).

### xiiiesiècle
- 1220 : Albert II de Brandebourg, margrave de Brandebourg de 1205 à 1220 (° 1171).
- 1221 : Alix de Montmorency, noble française (° 1173).
- 1246 : Dafydd ap Llywelyn, prince de Galles (° vers 1212).
- 1247 : Henri IV de Limbourg, duc de Limbourg et de Berg (° 1195).
- 1267 : Ulrich Ier de Wurtemberg, comte de Wurtemberg et d'Urach (° 1226).

### xivesiècle
- 1322 : Philipp von Rathsamhausen, prince-évêque d'Eichstätt (° vers 1240).

### XVIesiècle
- 1517 : Johann von Spreckelsen, homme politique allemand (° vers 1460).
- 1547 : Vittoria Colonna, femme de lettres italienne (° 1490 / 1492).
- 1553 : Hirate Masahide, samouraï (° 4 juin 1492).
- 1600 : Sébastien d'Aparicio, franciscain espagnol (° 20 janvier 1502).

### XVIIesiècle
- 1601 : Robert Devereux, 2e comte d'Essex (° 10 novembre 1566).
- 1634 : Albrecht von Wallenstein, militaire autrichien assassiné politique (° 24 septembre 1583).
- 1656 : Marie des Vallées, mystique française (° 15 février 1590).
- 1660 : Claes Gerritszoon Compaen, corsaire, pirate et marchand hollandais (° 1587).
- 1682 : Alessandro Stradella, compositeur italien (° 3 avril 1639).
- 1684 (ou 25 janvier) : François de Montmorency-Fosseux, aristocrate français (° 4 novembre 1614).
- 1685 : Seth Partridge, arpenteur et faiseur d'almanachs anglais (° vers 1604).

### XVIIIesiècle
- 1713 : Frédéric Ier, roi de Prusse (° 11 juillet 1657).
- 1715 : Pu Songling, écrivain chinois (° 5 juin 1640).
- 1723 : Christopher Wren, architecte britannique (° 20 octobre 1632).
- 1728 : Alexander zu Dohna-Schlobitten, homme politique prussien (° 25 janvier 1661).
- 1750 : Armand-Charles Robin, avocat et magistrat français (° 6 février 1663).
- 1761 : Jean-François Du Resnel du Bellay, académicien français (° 29 juin 1692).
- 1766 : Charles de Rohan-Rochefort, prince de Rochefort (° 7 août 1693).
- 1774 : Jean-Georges, chevalier de Saxe, général allemand (° 21 août 1704).
- 1796 : 
  - Samuel Seabury, premier évêque du diocèse du Connecticut et évêque du Rhode Island (° 30 novembre 1729).
  - Jean-Nicolas Stofflet, chef militaire vendéen fusillé le (° 3 février 1753).

### XIXesiècle
- 1802 : Charles O'Hara, officier de l'armée britannique ayant participé à la Guerre d'indépendance des États-Unis (°C. 1740).
- 1809 : John Murray, homme politique écossais (° 1730).
- 1816 : Friedrich Wilhelm Bülow von Dennewitz, général prussien (° 16 février 1755).
- 1828 : 
  - Dominique Lentini, prêtre italien béatifié en 1997 par Jean-Paul II (° 20 septembre 1770).
  - Ninian Lindsay, homme politique du Nouveau-Brunswick  (° 1753).
- 1831 : Friedrich Maximilian Klinger, poète et dramaturge allemand (° 17 février 1752).
- 1850 : Daoguang, empereur de Chine (° 16 septembre 1782).
- 1852 : Thomas Moore, poète irlandais (° 28 mai 1779).
- 1856 : Laurent Bai Xiaoman, laïc chinois, martyr chrétien (° v. 1821 ou 1826).
- 1870 : Louis-Jacques-Maurice de Bonald, français, archevêque de Lyon (° 30 octobre 1787).
- 1873 : Philippe-Paul de Ségur, général et historien français de la Révolution et de l’Empire (° 4 novembre 1780).
- 1877 :
  - Catherine Hubback (Catherine Anne Austen dite), romancière anglaise (° 1818).
  - Jung Bahadur Rana, homme politique népalais (° 18 juin 1817).
- 1878 : François Bertrand, sergent de l'armée française (° 29 octobre 1823).
- 1879 : Karl Wilhelm von Willisen, général prussien (° 30 avril 1790).
- 1881 : August Treboniu Laurian, philologue, historien, écrivain et homme politique roumain (° 17 juillet 1810).
- 1882 : Auguste Creissels, poète parnassien (° 23 novembre 1824).
- 1886 : 
  - Katherine Sophia Kane, botaniste britannique (° 11 mars 1811).
  - César de Faÿ de La Tour-Maubourg, homme politique français (° 22 juillet 1820).
  - Victor Navlet, peintre français (° 8 novembre 1819).
  - Gaetano Sacchi, militaire et homme politique italien (° 6 décembre 1824).
- 1899 : Paul Julius Reuter, journaliste britannique, fondateur de l’agence de presse Reuters (° 21 juillet 1816).

### XXesiècle
- 1905 : William Martin, skipper français (° 25 octobre 1828).
- 1907 : Paul Guiraud, historien français (° 15 janvier 1850).
- 1909 : Caran d'Ache, dessinateur humoristique français (° 6 novembre 1858).
- 1912 : Guillaume IV, Grand-duc de Luxembourg (° 22 avril 1852).
- 1919 : André Chantemesse, médecin et biologiste français (° 13 octobre 1851).
- 1922 : Henri Désiré Landru, criminel en série français, surtout de femmes (° 12 avril 1869).
- 1925 : Édouard Laffon de Ladebat, général français (° 7 septembre 1849).
- 1928 :
  - saint Toribio Romo González, ecclésiastique mexicain béatifié en 1992 par Jean-Paul II et canonisé en 2000 par Jean-Paul II, mort assassiné (° 5 juin 1873).
  - Bienheureux Dominique Lentini, prêtre italien béatifié en 1997 par Jean-Paul II (° 20 septembre 1770).
- 1930 :
  - saint Callisto Caravario, prêtre salésien italien béatifié en 1983 par Jean-Paul II et canonisé en 2000 par Jean-Paul II, mort massacré (° 18 juin 1903).
  - Saint Louis Versiglia, évêque salésien italien béatifié en 1983 par Jean-Paul II et canonisé en 2000 par Jean-Paul II, mort massacré (° 16 avril 1900).
- 1932 : Albert Mathiez, historien français (° 10 janvier 1874).
- 1933 : Jules Gervais, homme politique français (° 28 février 1851).
- 1941 : Yves de La Brière, jésuite français, professeur de Droit international à l’Institut catholique de Paris (° 30 janvier 1877).
- 1943 : 
  - Stephen Haggardacteur, écrivain et poète britannique (° 21 mars 1911).
  - Laure Gatet, pharmacienne, biochimiste et résistante française (° 19 juillet 1913).
- 1944 : Victor Marx, rabbin français d'origine allemande (° 10 octobre 1872).
- 1945 : James R. Andersen, général américain (° 10 mai 1904).
- 1946 : René Le Grevès, coureur cycliste français (° 6 juillet 1910).
- 1950 : George Minot, physicien américain, Prix Nobel de médecine 1934 (° 2 décembre 1885).
- 1951 : Alfred-Alphonse Bottiau, sculpteur français (° 6 février 1889).
- 1953 : Françoise d'Orléans, princesse de Grèce et de Danemark, sœur du « comte de Paris » (° 25 décembre 1902).
- 1954 : Auguste Perret, architecte français (° 12 février 1874).
- 1956 : Elmer Drew Merrill, botaniste américain (° 15 octobre 1876).
- 1957 : Bugs Moran, gangster américain pendant la prohibition (° 21 août 1893).
- 1961 : Sebastiano Visconti Prasca, général italien (° 23 janvier 1883).
- 1963 : Tennessee Williams, dramaturge et écrivain américain (° 26 mars 1911).
- 1964 : 
  - Maurice Farman, pionnier français de l'aviation (° 21 mars 1877).
  - Marie-Hélène Lefaucheux, née Postel-Vinay, femme politique française (° 26 février 1904).
- 1966 : 
  - Victor Kravtchenko, militaire et écrivain russe (° 11 octobre 1905).
  - James D. Norris, dirigeant américain de hockey sur glace (° 6 novembre 1906).
- 1970 : Mark Rothko, peintre américain (° 25 septembre 1903).
- 1971 : Theodor Svedberg, chimiste suédois, Prix Nobel de chimie 1926 (° 30 août 1884).
- 1974 : Lothar Mendes, réalisateur américain (° 19 mai 1894).
- 1975 : Elijah Muhammad, chef américain des Black Muslim (° 7 octobre 1897).
- 1978 : Jean Sainteny, diplomate et homme politique français (° 29 mai 1907).
- 1980 : Joseph Urtasun, évêque catholique français (° 9 août 1894).
- 1981 : André Devaux, athlète français spécialiste du 400 mètres (° 4 août 1894).
- 1983 : Tennessee Williams, écrivain américain (° 26 mars 1911).
- 1984 : 
  - Roger Couderc, journaliste sportif français (° 12 juillet 1918).
  - Michel Lancelot, animateur de télévision et de radio français (° 17 janvier 1938).
  - Bob Ogle, scénariste, acteur et producteur américain (° 28 mars 1926).
- 1985 : 
  - Jacques de Guillebon, général français (° 13 octobre 1909).
  - Marianne Oswald, chanteuse française (° 9 janvier 1901).
- 1987 : James Coco, acteur américain (° 21 mars 1930).
- 1989 : 
  - Robert Foulk, acteur américain (° 5 mai 1908).
  - Margo Lion, actrice française (° 28 février 1899).
- 1990 : René Mérelle, sculpteur et graveur médailleur français (° 24 août 1903).
- 1991 : André Turp, ténor canadien (° 21 décembre 1925).
- 1993 : Eddie Constantine, chanteur et acteur français d'origine américaine (° 29 octobre 1917).
- 1994 : 
  - Baruch Goldstein, assassin de masse israélo-américain (° 9 décembre 1956),
  - et ses victimes ci-avant.
  - Yann Piat, femme politique française assassinée (° 12 juin 1949).
  - Jersey Joe Walcott, boxeur américain (° 31 janvier 1914).
- 1995 : 
  - Jean-Luc Boutté, comédien et metteur en scène français (° 1er septembre 1947).
  - Claude Joseph, comédien français (° 22 octobre 1926).
- 1996 : 
  - Caio Fernando Abreu, romancier, scénariste et journaliste brésilien (° 12 septembre 1948).
  - Jeanine Bonvoisin, femme politique française (° 26 avril 1926).
  - Haing S. Ngor, acteur cambodgien (° 22 mars 1940).
- 1997 : 
  - Ugo Poletti, cardinal italien, cardinal-vicaire de Rome (° 19 avril 1914).
  - Andreï Siniavski, écrivain russe, dissident et survivant du goulag (° 8 octobre 1925).
- 1998 : Vico Torriani, chanteur et acteur suisse (° 21 septembre 1920).
- 1999 : 
  - Dina Dreyfus, philosophe, ethnologue, résistante et haute fonctionnaire française (° 1er février 1911).
  - Margaret Meagher, diplomate canadienne (° 27 janvier 1911).
  - Glenn Theodore Seaborg, chimiste américain, Prix Nobel de chimie 1951, découvreur du plutonium (° 19 avril 1912).

### XXIesiècle
- 2001 :
  - Édouard Artigas, escrimeur français champion olympique (° 26 avril 1906).
  - Léon Boutbien, homme politique français (° 25 février 1915).
  - Donald Bradman, joueur de cricket australien (° 27 août 1908).
  - Norbert Glanzberg, compositeur de musique de films d'origine austro-hongroise (° 12 octobre 1910).
- 2002 : François Bloch-Lainé, économiste et homme politique français (° 25 mars 1912).
- 2004 :
  - Paul Berval (Paul Bédard dit), acteur canadien (° 20 janvier 1924).
  - René Genis, peintre français (° 26 janvier 1922).
  - Jacques Georges, sportif et responsable sportif français (° 30 mai 1916).
- 2005 : 
  - Peter Benenson, fondateur d'Amnesty International (° 31 juillet 1921).
  - Leo Labine, hockeyeur canadien (° 22 juillet 1931).
  - Jean Prat, joueur de rugby français (° 1er août 1923).
  - Atef Sedki, homme politique égyptien, Premier ministre de 1986 à 1996 (° 29 août 1930).
- 2006 :
  - Darren McGavin, acteur américain (° 7 mai 1922).
  - Tsegaye Gabre-Medhin, poète éthiopien (° 17 août 1936).
- 2007 :
  - Patrice Duvic, écrivain et scénariste français (° 11 janvier 1946).
  - Jürg Federspiel, écrivain suisse (° 28 juin 1931).
  - Daniel Goulet, homme politique français, sénateur UMP de l'Orne depuis 1992 (° 28 octobre 1928).
  - Jean Grelaud, l'un des trois derniers poilus français et le dernier "parisien" à avoir survécu à la Première Guerre mondiale (° 26 octobre 1898).
- 2008 :
  - Ashley Cooper (race driver) (en), pilote automobile australien (° 11 juillet 1980).
  - Static Major (Stephen Garrett dit), auteur et producteur de rap américain (° 11 novembre 1974).
  - Hans Raj Khanna (en), juriste indien, juge à la Cour suprême de l'Inde de 1971 à 1977 (° 3 juillet 1912).
  - Vladimir Trochine, acteur et chanteur soviétique puis russe (° 15 octobre 1926).
- 2009 :
  - Gilbert Brustlein, militant communiste et résistant français (° 20 mars 1919).
  - François Dufay, journaliste et écrivain français (° 5 décembre 1962).
  - Philip José Farmer, écrivain américain (° 26 janvier 1918).
  - Claudie Pierlot, styliste et créatrice de mode française (° 29 novembre 1947).
  - Max Théret, homme d’affaires français, cofondateur de la Fnac (° 6 janvier 1913).
- 2010 : 
  - Nelly Adamson, joueuse de tennis française (° 28 décembre 1916).
  - Andrew Koenig, acteur américain (° 17 août 1968).
  - Ali Tounsi, militaire algérien directeur général de la Sûreté nationale algérienne (DGSN), mort assassiné (° 27 septembre 1937).
  - Jean-Claude Valla, journaliste français (° 16 mai 1944).
- 2011 : Peter Hildreth, athlète britannique (° 8 juillet 1928).
- 2012 : 
  - Maurice André, trompettiste français classique (° 21 mai 1933).
  - Philippe Destribats, joueur français de rugby à XV (° 1er novembre 1955).
  - Red Holloway (en), saxophoniste américain de jazz (° 31 mai 1927).
  - Erland Josephson, acteur suédois (° 15 juin 1923).
  - Louisiana Red, guitariste et chanteur américain de blues (° 23 mars 1932).
- 2013 : Frédéric Lebon, humoriste imitateur français (surtout de femmes, ° 23 mai 1965).
- 2014 : 
  - Angèle Arsenault, auteure-compositrice-interprète canadienne (° 1er octobre 1943).
  - Quentin Elias, chanteur, danseur et mannequin français (° 10 mai 1974).
  - Paco de Lucía, guitariste andalou de flamenco (° 21 décembre 1947).
- 2017 : Bill Paxton, acteur et réalisateur américain (° 17 mai 1955).
- 2018 : Rossy Mukendi Tshimanga, militant catholique et pro-démocratie congolais (° 12 décembre 1982).
- 2019 : 
  - Mark Hollis, chanteur et musicien britannique du groupe Talk Talk (° 4 janvier 1955).
  - Roland Leroy, journaliste et homme politique français (° 4 mai 1926).
- 2020 :
  - Mario Bunge, physicien et philosophe argentin (° 21 septembre 1919).
  - Gabrielle Grandière, autrice attribuée de la comptine « Pirouette cacahuète » (° 1920).
  - Hosni Moubarak (حسني مبارك), homme politique égyptien, président de la République arabe d'Égypte de 1981 à 2011 (° 4 mai 1928).
- 2021 :
  - Ivy Bottini, militante des droits des femmes et des personnes LGBT américaine (° 15 août 1926).
  - Peter Gotti, gangster américain (° 15 octobre 1939).
  - Muriel Marland-Militello, femme politique française (° 30 juillet 1943).
  - Yves Ramousse, évêque catholique français (° 23 février 1928).
  - Maurice Tanguay, homme d'affaires canadien (° 30 septembre 1933).
- 2022 : 
  - Farrah Forke, actrice américaine  (° 12 janvier 1968).
  - Joeli Vidiri, joueur de rugby à XV fidjien et néo-zélandais (° 23 novembre 1973).
- 2023 :
  - Victor Babiuc, juriste et homme politique roumain (° 3 avril 1988).
  - Roland Faure, journaliste et patron de presse et d'entreprises audiovisuelles français (° 10 octobre 1926).
  - François Hadji-Lazaro, musicien multi-instrumentiste, chanteur, auteur, compositeur, producteur/éditeur musical et acteur français (° 22 juin 1956).
  - Gordon Pinsent, acteur, scénariste et réalisateur canadien (° 12 juillet 1930).
  - Mitsuo Senda, seiyū japonais (° 1er mars 1940).
  - Mihai Șora, philosophe, essayiste et ministre roumain (° 7 novembre 1916).
- 2024 :
  - Patrick Cormack, historien, homme politique, journaliste et auteur britannique (° 18 mai 1939).
  - Zong Qinghou, entrepreneur chinois (° 16 novembre 1945).
  - Georg Riedel, musicien contrebassiste et compositeur suédois (° 8 janvier 1934).

## Célébrations

### Nationales
- Géorgie : journée de l'occupation soviétique (en)[8],[9] commémorant l'invasion du pays par l'Armée rouge en 1921[10].
- Koweït : fête nationale.

### Religieuse
- Judaïsme : date possible de la fête des sorts ou Pourim (Purim) entre 14 février et 21 mars environ (comme en 1994 ci-dessus ou du 25 février au soir jusqu’au 26 février au soir en 2021[11]).

### Saints des Églises chrétiennes

#### Saints catholiques et orthodoxes du jour
Saints catholiques et orthodoxes du jour :
- Aldetrude de Maubeuge († 696), abbesse de l'abbaye de Maubeuge.
- Césaire de Nazianze († 369), frère de saint Grégoire de Nazianze.
- Concorde de Saintes († 510), 4e évêque de Saintes.
- Constance († 354) et ses compagnes Attique et Artémie, princesses romaines - fêtée aussi le 18 février.
- Nestor de Magydos († 251), évêque de Magydos (en) fêté le 28 février en Orient.
- Rhégin († 362), évêque de l'île de Skópelos, martyr.
- Taraise († 806), patriarche de Constantinople, défenseur des saintes images - fêté le 18 février en Occident.
- Victorin († IIIe siècle) et ses compagnons, martyrs en Égypte.
- Walburge († 779), abbesse de Heidenheim.

#### Saints et bienheureux catholiques du jour
Saints et bienheureux catholiques du jour :
- Alexandre († entre 286 et 305), légionnaire à Rome, martyr en Thrace (aujourd'hui Büyük Karistiran en Turquie) sous Dioclétien et Maximien (date occidentale, fêté le 27 mars en Orient).
- Avertan ou Avertain († 1380) et bienheureux Roméo, carmes pèlerins morts à Lucques.
- Cyriaque-Marie Sancha y Hervás († 1909), bienheureux cardinal espagnol, fondateur des sœurs de la charité du cardinal Sancha.
- Dominique Lentini († 1828), bienheureux prêtre italien.
- Gerland d'Agrigente († 1101), évêque d'Agrigente.
- Laurent Bai Xiaoman († 1856), laïc chinois martyr.
- Louis Versiglia († 1930), évêque et Calliste Caravario prêtre salésiens martyrs à Li-Thaul-Tseul en Chine.
- Maria Adeodata Pisani († 1855), bienheureuse religieuse bénédictine maltaise.
- Maria Ludovica De Angelis († 1962), bienheureuse religieuse italienne - fille de Notre-Dame de la Miséricorde à La Plata.
- Regina Mariam Vattalil († 1995), bienheureuse religieuse indienne martyre.
- Robert d'Arbrissel († 1117), bienheureux prêtre français fondateur des abbayes de Fontevraud sous la protection de Gautier I de Montsoreau et de la Roë sous la protection de l'évêque d'Angers.
- Sébastien d'Aparicio († 1600), bienheureux religieux franciscain observant espagnol.
- Toribio Romo González († 1928), prêtre mexicain martyr à Jalostotitlán (es).

## Traditions et superstitions

### Dictons
- « Vent fort à la saint-Nestor [voir 26 février l'endemain], bon vin à la saint Marcellin. »[14],[15]

### Astrologie
- Signe du zodiaque : 7e jour du signe astrologique des Poissons.